# Estádio Claudio Chiqui Tapia
O Estádio Claudio Chiqui Tapia, anteriormente conhecido como Estadio Olavarría y Luna, é um estádio multiuso localizado no bairro Barracas, em Buenos Aires, na Argentina. A praça esportiva, usada principalmente para o futebol, pertencente ao Barracas Central, foi inaugurada em 1916 e tem capacidade para cerca de 6 000 espectadores.

## História

### Inauguração
Foi inaugurado em 1916 e é um dos mais antigos da capital argentina. Tem capacidade aproximada para 6.000 espectadores.

### Origem do nome
O nome do estádio é uma homenagem à Claudio "Chiqui" Tapia, ex-jogador e ex-presidente do Barracas Central (2001–2020) e atual presidente da Associação do Futebol Argentino (AFA) (2017–).